# 30. konjeniški polk (Italija)
30. konjeniški polk Cavalleggeri di Palermo je bil konjeniški polk Kraljeve italijanske kopenske vojske.